# 西湾子镇
西湾子镇，是中华人民共和国河北省张家口崇礼区下辖的一个乡镇级行政单位。

## 行政区划
西湾子镇下辖以下地区：
陵园路社区、三中街社区、裕兴路社区、东村、西村、东沟门村、二道沟村、小石窑村、窄面沟村、和平村、大夹道沟村、小夹道沟村、太平庄村、黄土嘴村、四道沟村、头道营村、炭窑沟村、上两间房村、下两间房村、干沟村、王子沟村、瓦窑村、上三道河村、下三道河村、东南沟村、刷见草沟村和榆树林村。